# Love's Old Dream
Love's Old Dream è un cortometraggio del 1914 diretto da George D. Baker.

## Trama
Una vecchia zitella compete con un bellissimo giovane studente per ottenere l'affetto di un anziano professore.

## Produzione
Il film fu prodotto dalla Vitagraph Company of America.

## Distribuzione
Distribuito dalla General Film Company, il film - un cortometraggio di 300 metri, ovvero un  rullo - uscì nelle sale statunitensi il 21 gennaio 1914 .